# Nailiana elegans
Nailiana elegans — викопний вид коралів, що існував у кембрійському періоді (520 млн років тому).

## Етимологія
Родова назва Nailiana вшановує бабусю автора таксона, Найлянь Фу (1912—2009), на згадку про її доброзичливість та елегантність. Крім того, слово «найлянь» з китайської перекладається як лотос, що натякає на загальний вигляд тварини.

## Скам'янілості
15 зразків викопного матеріалу з біозони Eoredlichia-Wutingaspis у свиті Юаньшань формації Гейліньпу у провінції Юньнань на півдні Китаю. Зразки зберігаються в Лабораторії еволюції раннього життя Китайського університету геонаук у Пекіні.